# مدافع صلح صغیر
مدافع صلح صغیر یا دِنفِسور ماینور (انگلیسی: Defensor minor)، دیگر اثر مارسیلیوس پادوایی است. مارسیلیوس احتمالاً در سال‌های ۱۳۴۰–۱۳۴۱ آخرین اثر مهم خود یعنی مدافع صلح صغیر را منتشر کرد. این اثر به پاسخ‌گویی منتقدان و همچنین وضوح‌بخشی به فرازهای مبهم مدافع صلح معطوف بود. نگارش این اثر در سال‌های پیری مارسیلیوس، آنهم در هنگامی که وی از حمایت لودویگ اطمینان کامل داشت، باعث شد تا وی لحنی صریح‌تر در باب حساس‌ترین مسائل الهیات مسیحی اتخاذ کند. این اثر رسماً آخرین فعالیت مارسیلیوس است که در تاریخ ثبت شده‌است.